# 砖井镇
砖井镇，是中华人民共和国陕西省榆林市定边县下辖的一个乡镇级行政单位。

## 行政区划
砖井镇下辖以下地区：
东关村、候场村、任圈村、徐坑村、孙坑村、西高圈村、闫塘村、西关村、丈房湾村、双海子村、石圈村、西任沟村、张窨则村、王圈村、黄湾村、牛长渠村、陈坬村、袁庄村、左庄村和凡食沟村。